# 嵩明州
嵩明州，元朝时设置的州。
至元二十二年（1285年）降嵩明府置，治所在今云南省嵩明县。属中庆路。明、清属云南府。民国初年，全国废州，1913年降为县。今屬雲南省昆明市嵩明县。